# Métodos gravimétricos
Los métodos gravimétricos son un tipo de método geofísico, y constituyen pruebas realizadas para la determinación de las características geotécnicas de un terreno, como parte de las técnicas de un reconocimiento geotécnico. Además pueden obtenerse en una muestra de agua antigua y por lo tanto consiste en la medición muy precisa de la aceleración de la gravedad en distintos puntos, registrando variaciones anómalas de dicha aceleración, que pueden suponer cambios bruscos en la densidad de un terreno.
De esta forma, se pueden detectar huecos o cavernas, como las existentes en los terrenos cársticos, o en zonas de explotación minera actual o histórica, fallas, domos salinos, profundidad de capas competentes compactas, etc.
Los resultados obtenidos son, en general, poco concluyentes para que su empleo esté generalizado en la ingeniería civil, a pesar de lo cual, no dejan de constituir un método particular de los métodos geofísicos, como alternativa en el reconocimiento geotécnico de un terreno.
- Datos: Q6035966